# Schistura ceyhanensis
Schistura ceyhanensis är en fiskart som beskrevs av Erk'akan, Nalbant och Özeren 2007. Schistura ceyhanensis ingår i släktet Schistura och familjen grönlingsfiskar. Inga underarter finns listade i Catalogue of Life.